# 二正面作戦
二正面作戦（にしょうめんさくせん、英: two-front war）とは、離れた二つの場所にある戦線で、二つの異なった敵と戦っている状態。あるいはそういう状態に陥ることを指す。

## 概要
複数の地理的に離れた戦線で戦うということは、戦力の分散を意味する。クラウゼヴィッツなどの戦争論でも古代以来の中国の兵法でも、『敵を撃破するうえで重要なことは、自軍の力を一点に集中させること』とされており、「二正面作戦」はその逆の、一般に望ましくない状況に陥っていることを意味する。
過去の例としては、次のものが挙げられる。
- フランス帝国における半島戦争とロシア侵攻。
- 三国同盟戦争においてブラジル、アルゼンチン両国を相手取ったパラグアイ。
- ドイツ帝国、ナチス・ドイツにおける東西両戦線。
- 大日本帝国における中国戦線（日中戦争）と太平洋戦線（太平洋戦争）の両戦線。
- 第二次大戦における米国の対独戦と対日戦。
- 第三次印パ戦争におけるインド軍の西パキスタンと東パキスタンの両面戦線。

## 近代ドイツの場合

1914年のヨーロッパ

中央ヨーロッパに位置するドイツは戦争状態になった場合、西にある大国フランスと東にあるロシア・ソ連に対して戦争状態になる可能性が非常に高い。そのためさまざまな外交努力がなされてきた。第一次世界大戦以前にはオットー・フォン・ビスマルクによるフランスの孤立化を探る外交があり、第二次世界大戦前ではソビエト連邦の西欧諸国への外交上の疑心暗鬼から独ソ不可侵条約の締結などがあげられる。

## その他
- 「前門の虎、後門の狼」という言葉は二正面作戦のように表現されることがあるが、元々は「一難去ってまた一難」の意味として使用されていた。
- 「NARUTO -ナルト-」の第二部、および「NARUTO -ナルト- 疾風伝」では第四次忍界大戦の大規模な戦闘序盤で二正面作戦を回避する作戦を「奈良シカク」が練っていた。